# Manuel Onwu
Manuel Onwu Villafranca (Tudela, 11 de enero de 1988) es un futbolista español. Juega como delantero y su equipo es el C. F. Badalona de la Segunda División RFEF.

## Trayectoria
De padre nigeriano y madre española, Onwu nació en Tudela, pero pronto se trasladó a vivir a la vecina localidad de Valtierra, donde jugó tres años en infantil. Ante la ausencia de categoría cadete en Valtierra, se comprometió con el C. D. Tudelano, en el que jugó en sus categorías inferiores, hasta que en 2006 se unió a la plantilla del primer equipo en la Tercera División y anotó un total de quince goles. Al año siguiente se produjo su fichaje por dos temporadas por el Osasuna Promesas, pero esa misma temporada se fue cedido al C. D. Iruña. Allí consiguió marcar diecinueve goles en treinta y seis partidos, y disputó los play-off de ascenso a la Segunda División B, pero perdieron en la primera eliminatoria frente al Racing B.
En la temporada siguiente se fue de nuevo cedido, pero esta vez a la U. D. Alzira, recién ascendido a la Segunda División B. En esta etapa, Manuel apenas disfrutó de minutos, pues solo jugó cuatro partidos y marcó un gol. Ante esta situación, el club rojillo decidió repescarle en el mercado de invierno para que compitiera la segunda vuelta de la temporada 2008/09 en las filas del filial pamplonés.
Tras varias temporadas de consolidación en el filial, el 11 de marzo de 2012 debutó en la Primera División frente al Athletic Club, al sustituir desde el banquillo a Nino.
En enero de 2015 se marchó al Dinamo Tbilisi, regresando a España unos meses después. Jugó en el Club Lleida Esportiu, el Lorca F. C. y el UCAM Murcia C. F. antes de irse a la India en julio de 2019 tras firmar con el Bengaluru F. C. En enero de 2020 fue cedido al Odisha F. C. hasta el final de la temporada, y tras la misma firmó en propiedad. Tras estas experiencias en el país asiático, en agosto de 2021 volvió nuevamente al fútbol español para jugar en el C. F. Badalona.

## Clubes
| Club                   | País    | Año       |
| ---------------------- | ------- | --------- |
| C. D. Tudelano         | España  | 2006-2007 |
| C. D. Iruña            | España  | 2007-2008 |
| U. D. Alzira           | España  | 2008      |
| C. A. Osasuna Promesas | España  | 2008-2012 |
| C. A. Osasuna          | España  | 2012-2015 |
| Dinamo Tbilisi         | Georgia | 2015      |
| Lleida Esportiu        | España  | 2015-2016 |
| Lorca F. C.            | España  | 2016-2018 |
| UCAM Murcia C. F.      | España  | 2018-2019 |
| Bengaluru F. C.        | India   | 2019-2020 |
| Odisha F. C. (cedido)  | India   | 2020      |
| Odisha F. C.           | India   | 2020-2021 |
| C. F. Badalona         | España  | 2021-     |